# Aleksiej Batałow
Aleksiej Władimirowicz Batałow (ros. Алексе́й Влади́мирович Бата́лов; ur. 20 listopada 1928 we Włodzimierzu nad Klaźmą, zm. 15 czerwca 2017 w Moskwie) – radziecki i rosyjski aktor filmowy i teatralny, zajmujący się również okazjonalnie reżyserią filmową, scenariopisarstwem oraz dubbingiem. Bratanek aktora Nikołaja Batałowa.
Największe triumfy święcił od lat 50. do 70. Na MFF w Cannes zdobył nagrodę aktorską za rolę w filmie Żurbinowie (1954) Iosifa Chejfica.

## Życiorys
Ukończył studium teatralne przy moskiewskim teatrze MCHAT i przez kilka lat występował na scenie. Na ekranie pojawił się po raz pierwszy w epizodzie filmu Zoja (1944).
Międzynarodową sławę i uznanie przyniosła mu główna rola Borisa w filmie Lecą żurawie (1957) Michaiła Kałatozowa. Do jego największych osiągnięć aktorskich należy również rola fizyka atomowego Gusiewa w filmie Dziewięć dni jednego roku (1962) Michaiła Romma i drugoplanowa rola w nagrodzonym Oscarem filmie Moskwa nie wierzy łzom (1980) Władimira Mieńszowa.
Dwukrotnie żonaty. Od 1963 roku mąż artystki cyrkowej Gitany Leontienko.

## Filmografia

### aktor
- Zoja (1944)
- Wielka rodzina (1954)
- Matka (1955)
- Śledztwo (1955)
- Lecą żurawie (1957) jako Boris
- Dama z pieskiem (1960)
- Dziewięć dni jednego roku (1962) jako Gusiew, fizyk atomowy
- Jeden dzień szczęścia (1963)
- W mieście (1966)
- Żywy trup (1968)
- Ucieczka (1970)
- Gwiazda zwodniczego szczęścia (1975)
- Moskwa nie wierzy łzom (1980)

### reżyser
- 1959: Szynel
- 1966: Trzech grubasów (wspólnie z Josifem Szapiro)
- 1972: Gracz

### scenariusz
- 1977: Zajączek i mucha

### role głosowe
- 1975: Jeżyk we mgle jako narrator
- 1986-1987: Pingwinek Lolo jako narrator

## Nagrody i odznaczenia
- Bohater Pracy Socjalistycznej (1989)
- Dwa Ordery Lenina (1967, 1989)
- Ludowy Artysta ZSRR (1976)
- Nagroda Państwowa ZSRR (1981)
- Państwowa Nagroda Federacji Rosyjskiej (2005)

Źródło: